# Palais Montalto
Le Palazzo Montalto, également connu sous le nom de Palazzo Mergulese-Montalto, est un palais gothique de la fin du XIVe siècle situé sur l'île d'Ortygie à Syracuse, en Sicile.

## Histoire
Le palais a été construit en 1397 pour Maciotta Mergulese. Ceci est commémoré par l'inscription suivante sur la façade :
Au XVe siècle, la reine d'Aragon donna le palais à Filippo Montalto. Il a servi d'hôpital temporaire lors d'une épidémie de choléra en 1837, et il a été utilisé par les Figlie della Carità en 1854.

## Architecture
Le palais est construit dans le style de  l'architecture gothique par la famille Chiaramonte. Sa façade est caractérisée par de nombreuses fenêtres à meneaux décorées de motifs floraux. Il a également une corniche palline losanghe, similaire à celle trouvée au Palais Falson à Mdina, à Malte.
Le portail est surmonté d'un édicule contenant une dalle de marbre avec une inscription et la date de construction.